# Ruisen (schelp)

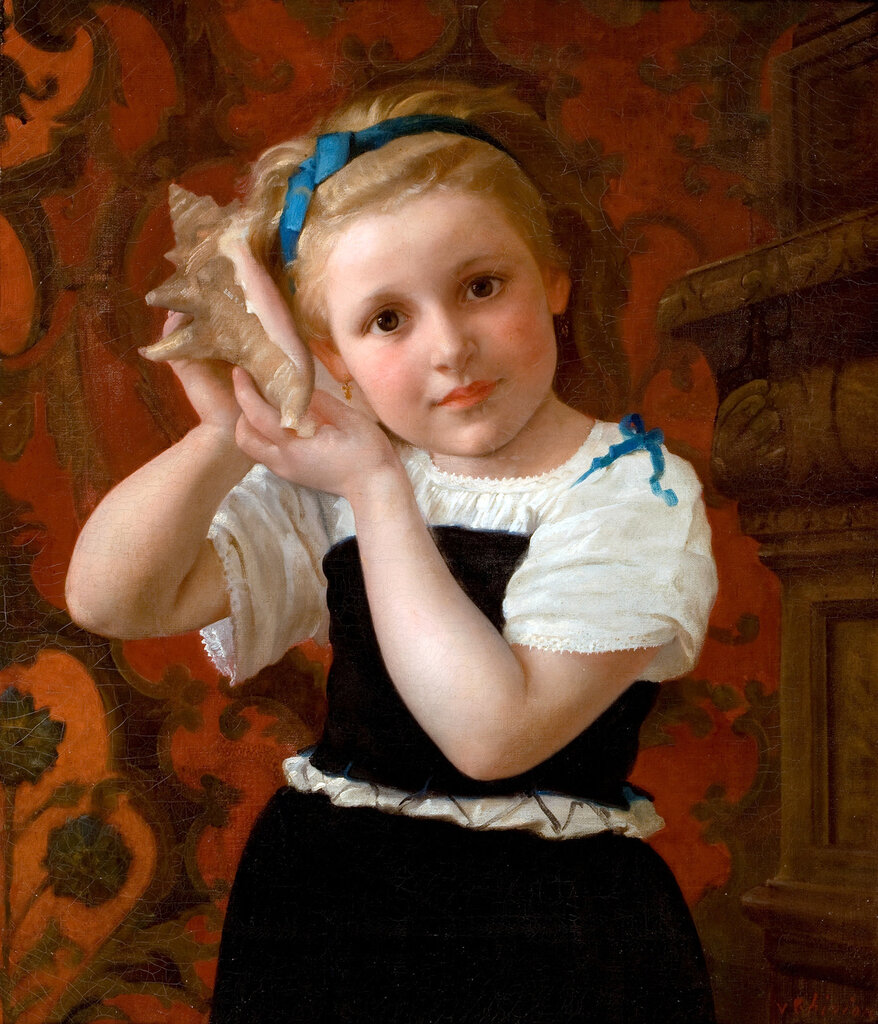
Een meisje luistert naar het geluid in een zeeschelp, schilderij van Charles Victor Thirion

In een grote schelp van een zeeslak kan door akoestische effecten een vrij sterke ruis hoorbaar zijn als de schelp tegen het eigen oor gehouden wordt. Daar kan de indruk verkregen worden het ruisen van de zee te horen. Het geluidseffect treedt werkelijk op, maar de interpretatie dat de zee hoorbaar zou zijn is een illusie. De illusie wordt versterkt doordat volwassenen dit verhaal vaak aan kinderen vertellen. Hetzelfde verschijnsel treedt ook op als een gewoon drinkglas of een ander hol voorwerp tegen het oor wordt gehouden. 

## Akoestische verklaring

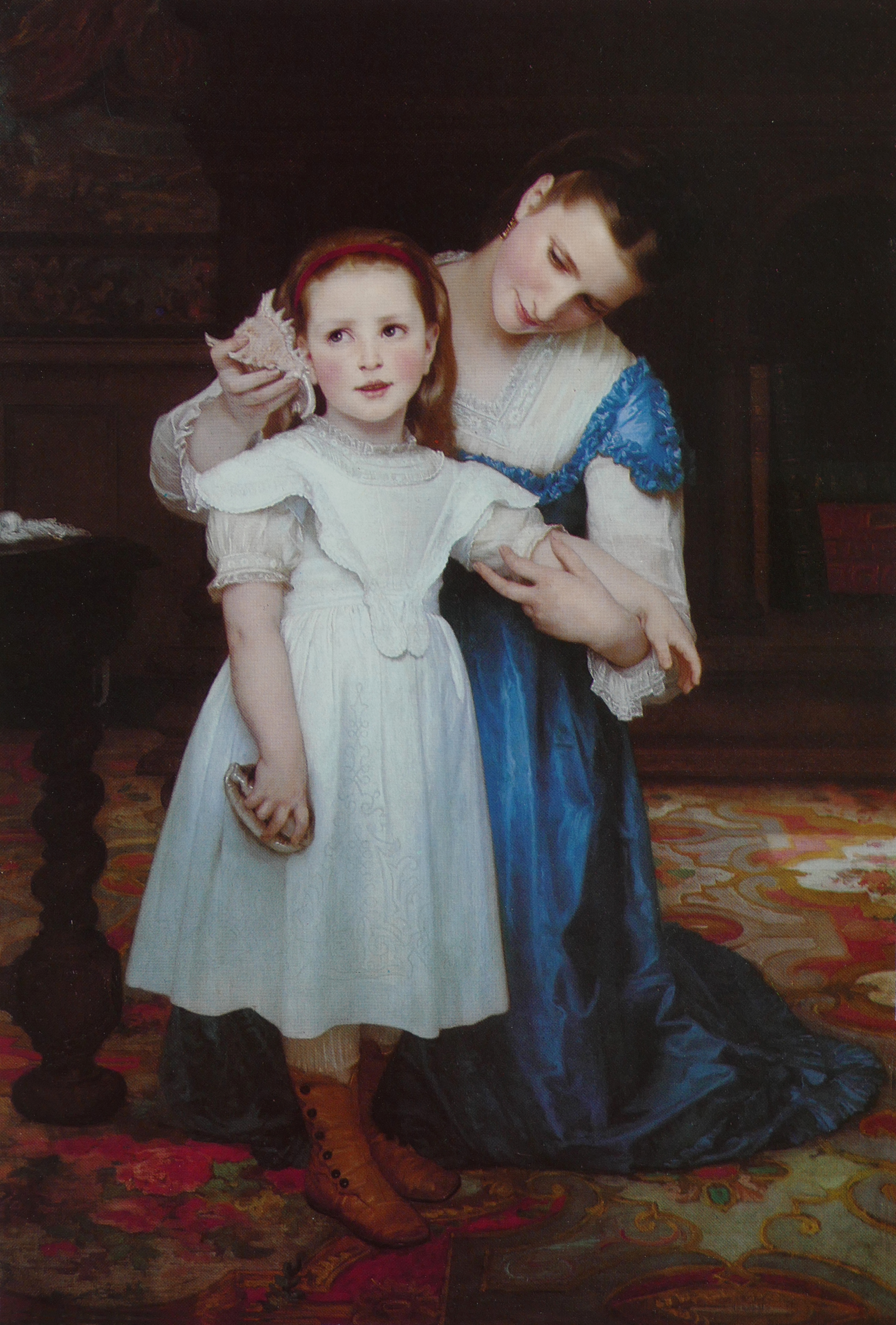
Een vrouw laat een kind naar het geluid luisteren, schilderij van William-Adolphe Bouguereau

Als een grote schelp, zoals die van een zeeslak, tegen het oor wordt gehouden ontstaat er een holte, waarin het omgevingsgeluid bij sommige frequenties wordt afgeschermd, maar bij andere frequenties juist wordt versterkt. De meest effectieve afscherming treedt op bij de hoogste frequenties, omdat deze beter worden tegengehouden door de massieve wanden van de schelp, op grond van de massawet.    
De lagere frequenties van het omgevingsgeluid komen wel in de schelpholte terecht, deels direct, deels door afbuiging rond de rand van de schelp. Deze lagere frequenties worden in holte tussen de schelp en het hoofd versterkt bij de resonantiefrequenties van het geluid. Daardoor lijkt het voor de waarnemer of er in de schelp ander geluid wordt gemaakt dan in de omgeving aanwezig is.    
Omgevingsgeluid met een frequentie die niet in de buurt van de resonantiefrequenties van de holte ligt wordt in luidheid verminderd, maar geluiden bij de resonantiefrequenties van de holte worden juist versterkt. De schelpholte gedraagt zich als een klankkast.
Dit effect is te vergelijken met het kijken door een roze bril: alles wordt als roze gezien, omdat andere kleuren worden weggefilterd. Door een hol voorwerp bij het oor te houden, ontstaat een akoestisch filter. Dit filter "kleurt" het geluid dat in de omgeving aanwezig is. Het gefilterde geluid kan men met de nodige fantasie interpreteren als de branding van de zee.  
Er is geen sprake van een resonantie van het geluid in de schelp, omdat de bron van het geluid, in fysische termen de excitatie van de lucht in de holte, gedurende de tijd niet voldoende stabiel is, maar stochastisch is. Het omgevingsgeluid is immers breedbandig van karakter en geen enkel moment exact hetzelfde. Daarom is er geen tijd voor het ontstaan van resonanties in de schelpholte. Er zijn dan ook geen duidelijk hoorbare tonen waarneembaar, zoals wel het geval is bij het aanblazen van een schelphoorn. Het geluid in zo een muziekinstrument ontstaat door een constante luchtstroom in combinatie met de trillende lippen. 
Door onderzoek is aangetoond dat de opgerolde spiraal van een slakkenhuis zich akoestisch net zo gedraagt als een conische hoorn. De eigenfrequenties van de schelpholte zijn dan ook - behoudens eindeffecten - gelijk aan die van een buis die aan één kant open is, aan de andere kant dicht, dat wil zeggen:
{\displaystyle f_{n}={\frac {2n-1}{4}}{\frac {c}{2\,l}}}
Met:
fn een van de eigenfrequenties
n een geheel getal groter dan 0
c de geluidssnelheid
l de uitgerolde lengte van het slakkenhuis
Uit deze formule blijkt dat grotere schelpen, met een hogere waarde van l, het geluid bij lagere frequenties zullen versterken dan kleinere schelpen.
Met metingen kan worden aangetoond dat bij bepaalde frequenties de geluidsdruk in de schelp met 15 dB wordt versterkt. Daardoor krijgt de waarnemer de illusie dat er in de schelp geluid wordt gemaakt, dat zonder die schelp niet aanwezig is. Deze versterking zal het grootst zijn rond de resonantiefrequenties.

## In stand blijven van de illusie
De akoestische verklaring van het verschijnsel dateert  al uit 1835 of nog eerder, maar nog steeds wordt het verhaal dat de zee hoorbaar zou zijn in de schelp verteld, omdat de illusie zo sterk is. De illusie wordt niet alleen versterkt door het feit dat het ruisende geluid sterk lijkt op het geluid van de branding, maar ook omdat men bedenkt dat de schelp oorspronkelijk echt uit de zee afkomstig is.
Soms wordt gedacht dat men het geluid van het eigen bloed hoort dat door de bloedvaten in de oren stroomt, maar ook dit is onjuist. In een zeer stille omgeving, zoals een dode kamer is het geluid van het eigen lichaam hoorbaar, maar dan hoort men bijvoorbeeld de eigen hartslag, en niet een constante ruis door de stroming van het bloed door de aderen. Het geluid van stromend bloed ligt onder de gehoordrempel.

## Als thema in de literatuur
Het ruisen van de zee in een schelp wordt ook wel geïnterpreteerd als een uiting van heimwee naar de zee die de schelp zou hebben.. Het verschijnsel wordt ook beschreven in de literatuur. Zo schreef Elisabeth Cheixaou in haar gedicht Foetus: 
O schelp, geworpen op het strand, 
Omsloten door een tedere hand, 
Die, aan het luisterend oor gelegd,

Slechts monotoon haar herkomst zegt!
Carry van Bruggen schreef: 
Zou in die plant, die gegroeid is op den bodem van de allerdiepste en allergrootste zee en daar jaren, jaren, jaren heeft gezeten, het geluid nog schuilen van die zee, als in een schelp?
A.H. Nijhoff gebruikte het beeld ook, in het toneelstuk Venus in ballingschap: 
Toen herinnerde ik me de schelp. Ik hield die gauw tegen mijn oor en ineens overstemde het geruis van de zee alle andere geluiden.
Tenslotte schreef ook Judith Herzberg een gedicht over het verschijnsel, getiteld De zee, uit haar bundel Beemdgras (1968).

De zee kun je horen
met je handen voor je oren,
in een kokkel,
in een mosterdpotje,
of aan zee.

In de Engelse en Amerikaanse literatuur werd het geluid dat in een schelp bij het oor gehoord werd eerst beschreven als stemgeluid of gemompel, waarbij onder andere verhalen over de zee werden verteld. Later meende men het geluid van de zee direct te horen. James Joyce beschreef het geluid in Ulysses als afkomstig van het bloed.

## Wetenswaardigheden
- Door de in een schelp van een grote zeeslak optredende resonanties kan deze ook effectief als muziekinstrument gebruikt worden, zoals de schelptrompet.[5]
- In een Helmholtz resonator treden soortgelijke effecten op als in de grote schelp van een zeeslak.[9]